# Xã Twin Tree, Quận Benson, Bắc Dakota
Xã Twin Tree (tiếng Anh: Twin Tree Township) là một xã thuộc quận Benson, tiểu bang Bắc Dakota, Hoa Kỳ. Năm 2010, dân số của xã này là 143 người.